# Desa Penarukan (administrativ by i Indonesien, Provinsi Bali)
Desa Penarukan är en administrativ by i Indonesien.   Den ligger i provinsen Provinsi Bali, i den sydvästra delen av landet, 900 km öster om huvudstaden Jakarta. Desa Penarukan ligger på ön Bali.